# بعثة الأمم المتحدة للمساعي الحميدة في أفغانستان وباكستان
بعثة الأمم المتحدة للمساعي الحميدة في أفغانستان وباكستان (UNGOMAP) كانت بعثة حفظ سلام تابعة للأمم المتحدة، بناءً على قرار مجلس الأمن التابع للأمم المتحدة رقم 622 بتاريخ 31 أكتوبر 1988، بدأت من مايو 1988 إلى مارس 1990، أثناء الحرب السوفيتية الأفغانية، للمساعدة في ضمان تنفيذ اتفاقيات تسوية أفغانستان. والتحقيق والإبلاغ عن الانتهاكات المحتملة لأي من أحكام الاتفاقات. بحلول 15 أغسطس 1988، سحب الجيش السوفيتي ما يقرب من 50 في المائة من قواته (حوالي 50000 رجل) من أفغانستان، وإخلاء 10 حاميات رئيسية وتسليمها إلى القوات المسلحة الأفغانية. وظلت 8 حاميات أخرى تحت السيطرة السوفيتية حتى نهاية الانسحاب في 15 فبراير 1989.